# 广州城市中轴线
广州城市中轴线是中国广州市的城市中轴线，分传统中轴线和新中轴线两条。

## 传统中轴线
传统中轴线位于广州中心城区，有镇海楼、中山纪念碑、中山纪念堂、广州市人民代表大会常务委员会办公大楼、广州市人民政府办公大楼（廣州市政府合署）、人民公园、广州城市原点标志、广州解放纪念碑、海珠桥等。以镇海层楼、越秀远眺、珠海丹心和珠江秋月等，多次入选羊城八景。

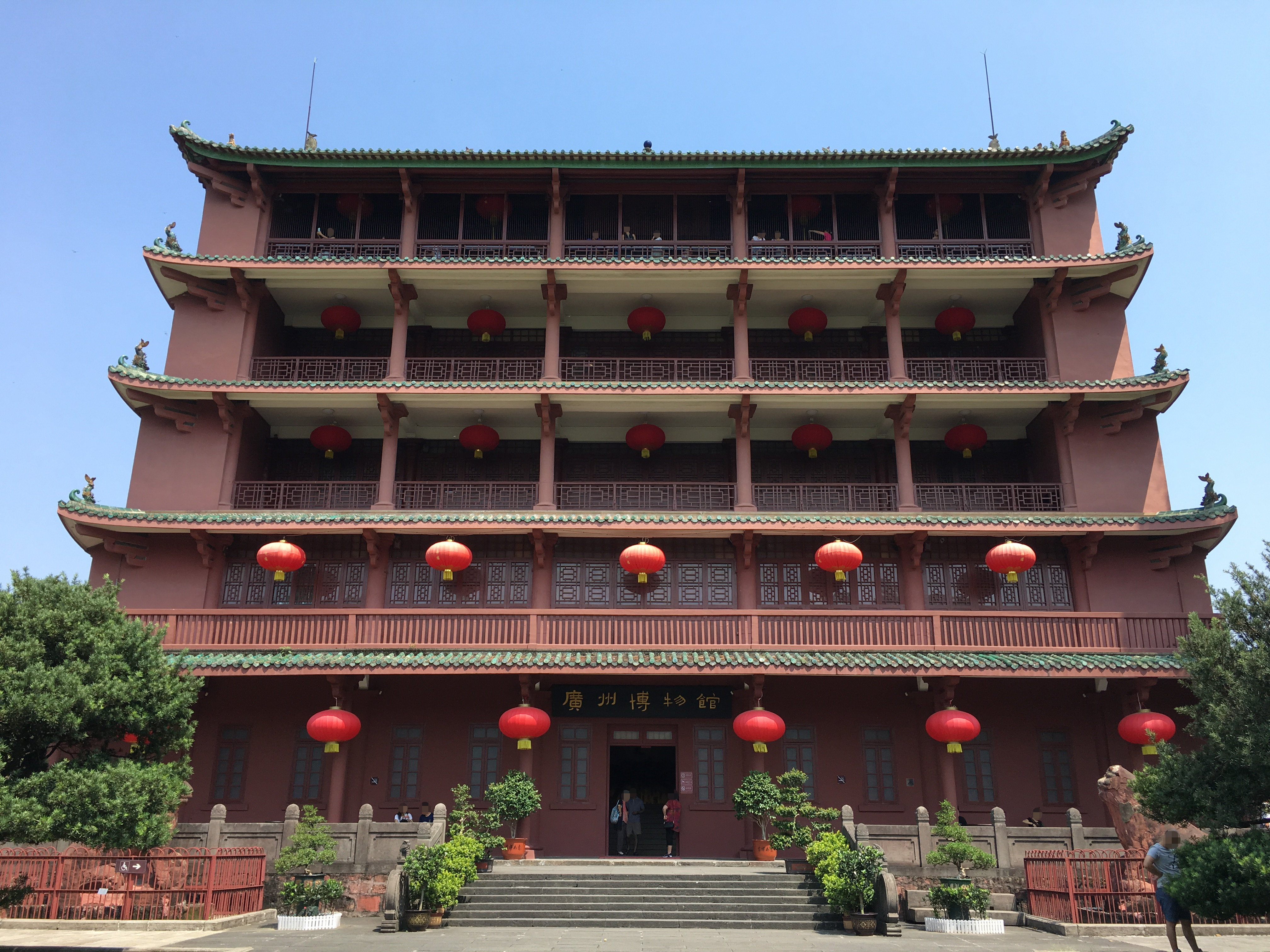
镇海楼
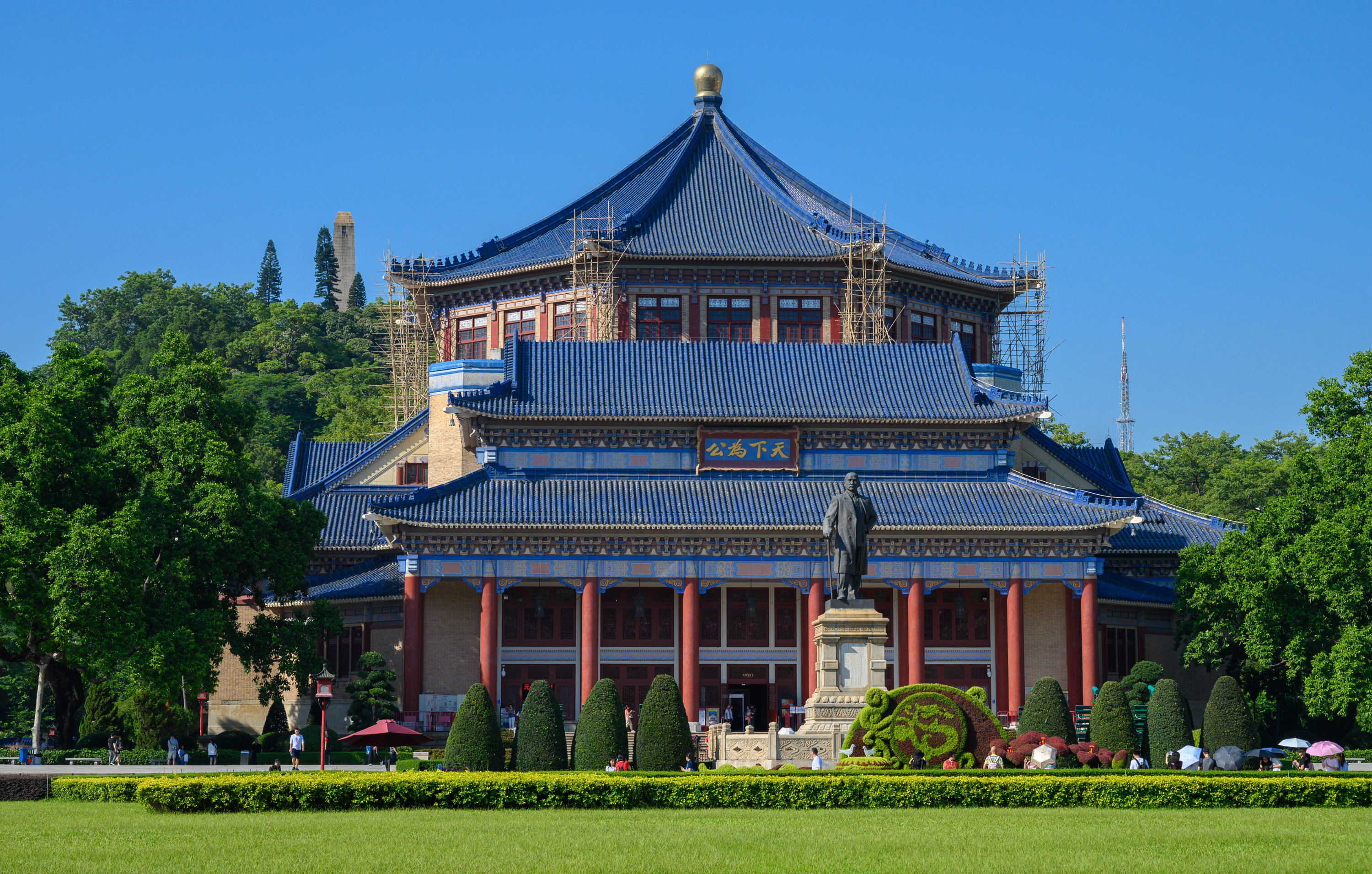
中山纪念堂
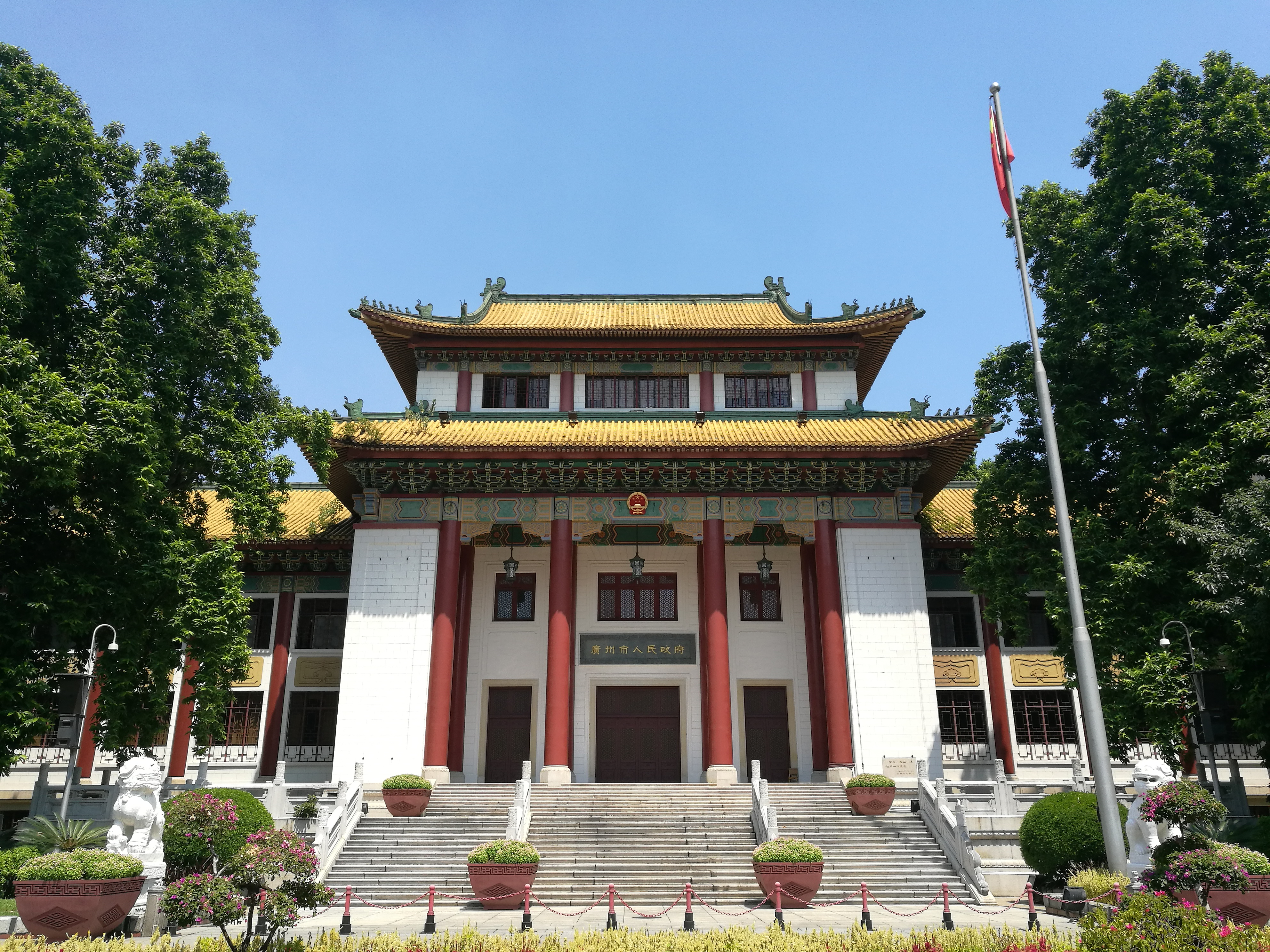
广州市人民政府
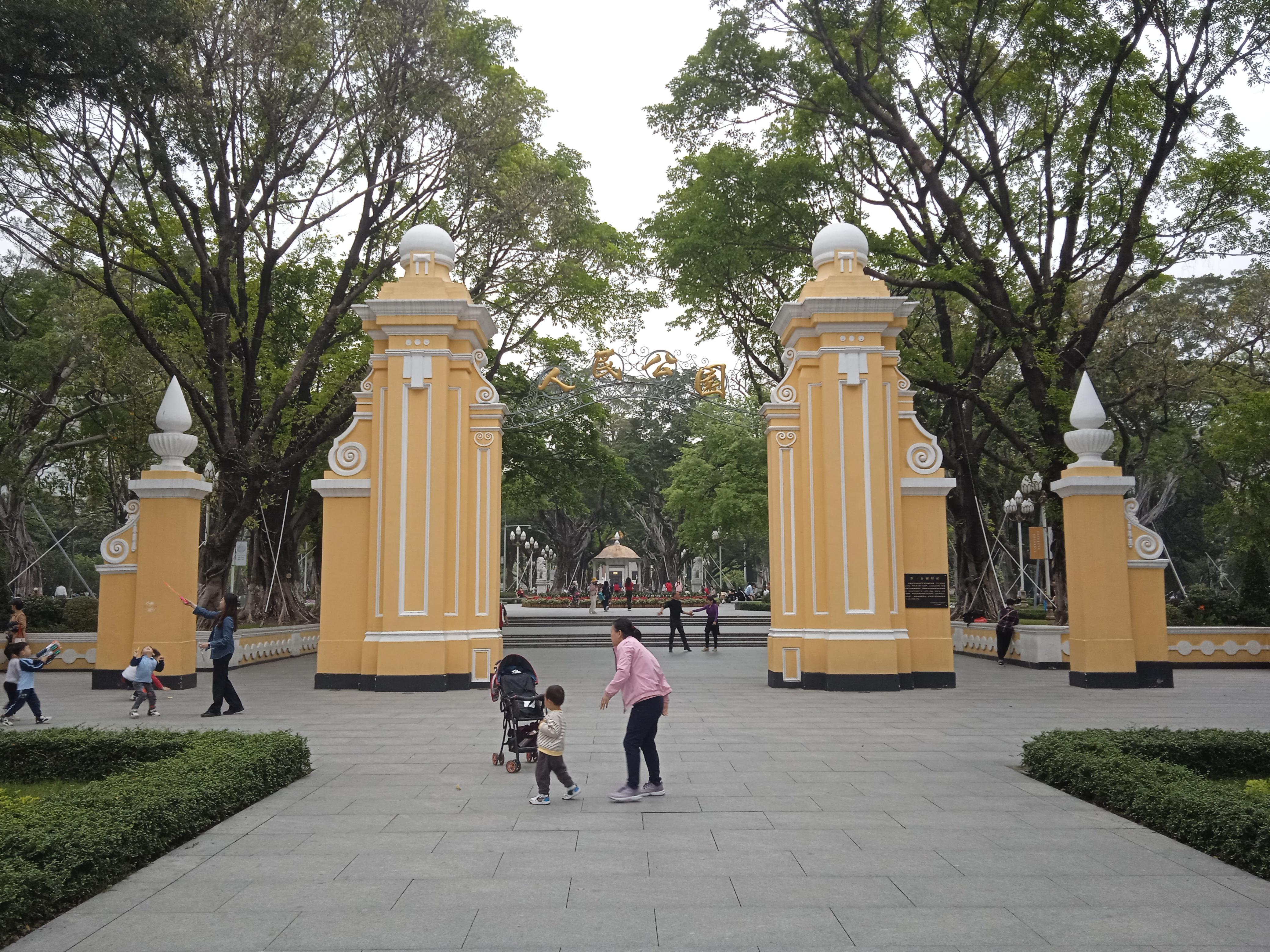
人民公园

## 新中轴线
1999年4月，广州市政府委托同济大学开展《广州市新城市中轴线规划研究》，以珠江新城为核心，建设12公里长的新城市中轴线。新中轴线北起白云山余脉的瘦狗嶺，往南经广州火车东站、天河体育中心、珠江新城到达珠江，再经过海珠区广州塔到万亩果园保护区，最后经新客运港达珠江外航道沙丘岛，全长12公里。这一中轴线上有山、水、树林、人文景观和自然景观，自北向南分佈东站广场、花城广场、歌剧院博物馆前广场、海心沙广场、赤岗塔广场、东风生态公园等，构成广州的城市开放空间。

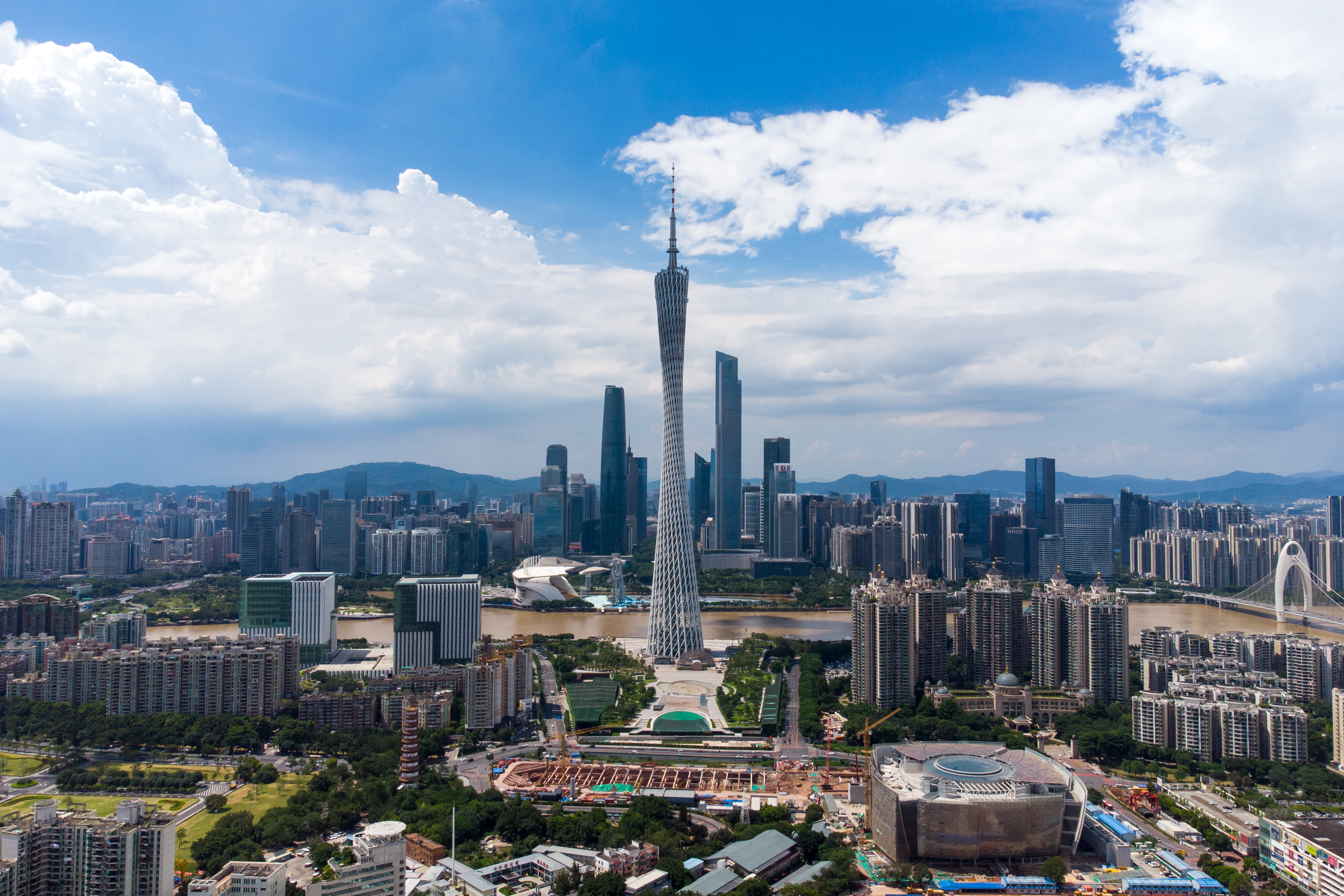
广州塔
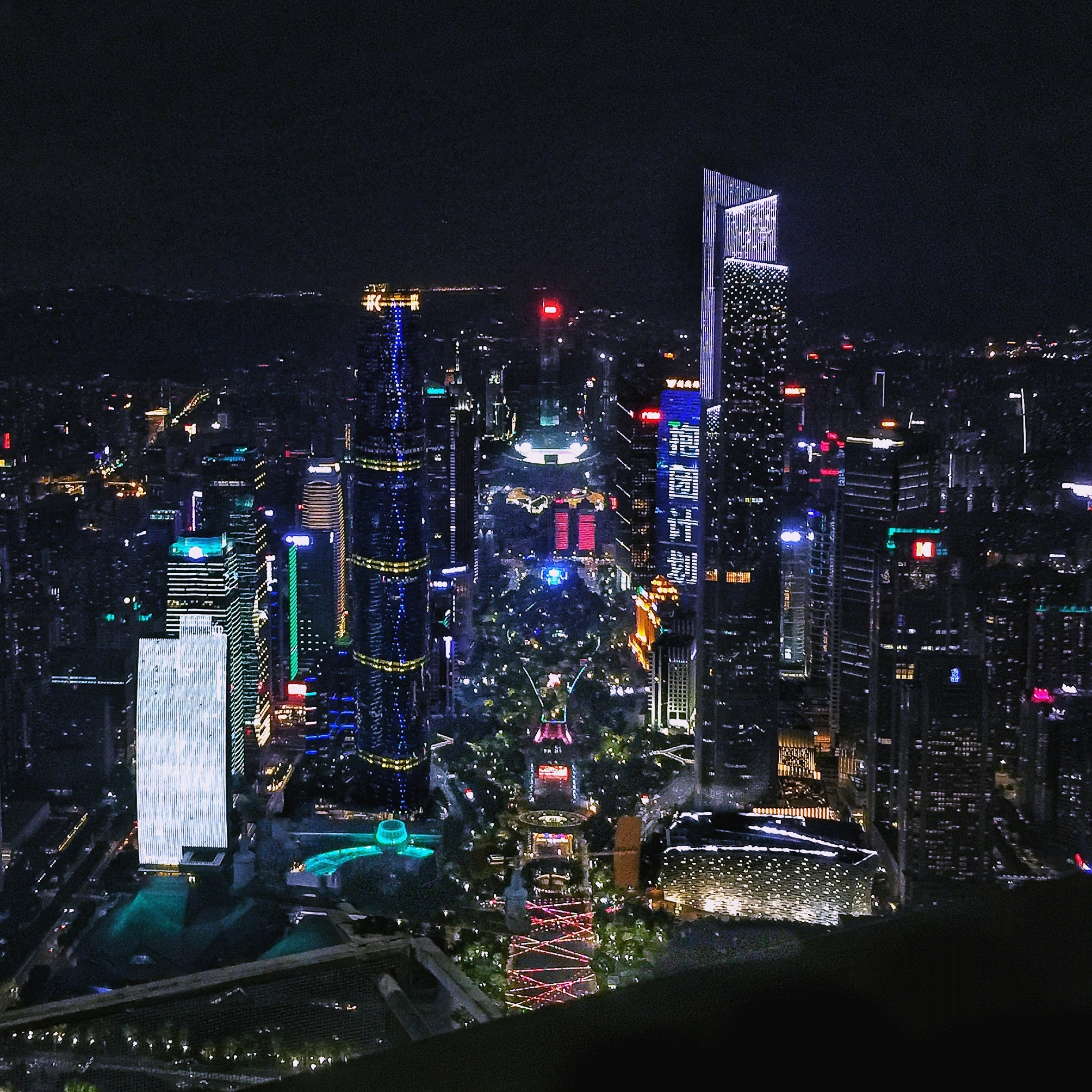
新中軸綫夜景
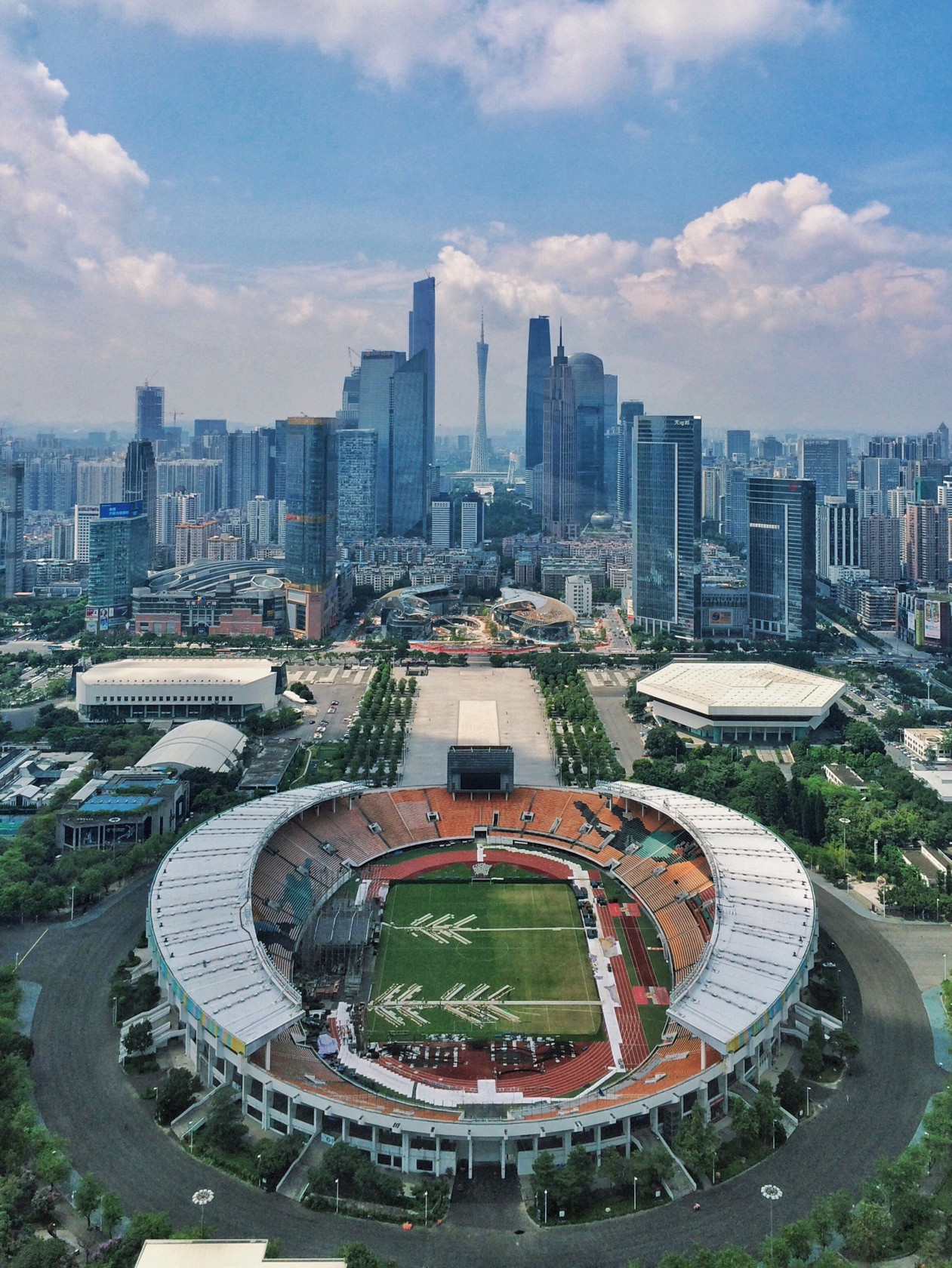
从中信广场向南望去